# Międzyrzecz (stacja kolejowa)
Międzyrzecz (w latach 1885–1945 niem. Meseritz) – stacja kolejowa w Międzyrzeczu, w województwie lubuskim, w zachodniej Polsce, otwarta 1 czerwca 1885 wraz z linią kolejową relacji Międzyrzecz – Zbąszyń, do połowy lat 90. XX wieku stacja węzłowa, a także jeden z największych węzłów kolejowych w regionie. Zlokalizowana w centrum miasta, na lewym brzegu Obry, przy Placu Powstańców Wielkopolskich (odgałęzienie jednej z głównych arterii Międzyrzecza – ul. 30 Stycznia, stanowiącej miejski odcinek drogi wojewódzkiej nr 137), na wysokości 50 m n.p.m..
Pierwsze plany doprowadzenia kolei żelaznej do Międzyrzecza pojawiły się w 1868 r. w związku z pomysłem wytyczenia linii relacji Nowa Sól – Sulechów – Świebodzin – Międzyrzecz, które jednak nie zostały zrealizowane na skutek protestu władz Sulęcina, które również chciały mieć połączenie kolejowe. Decyzję o budowie drogi kolejowej, prowadzącej ze Zbąszynia do Międzyrzecza, a tym samym stacji kolejowej w Międzyrzeczu, podjęto w 1880 r., zaś podstawą do jej realizacji była ustawa Pruskich Kolei Państwowych o rozbudowie drobnych, lokalnych połączeń kolejowych, wydana 21 maja 1883. Zaprojektowano ją jako linię jednotorową o długości 31,26 km, a ruch na niej otwarto 1 czerwca 1885.
W 2006 r. całkowicie spłonął magazyn wraz z rampą przylegający do gmachu stacji, zaś 11 lipca 2007 pożarowi uległ sam dworzec. Wiosną 2009 r. na stacji zamknięto kasy biletowe. 19 maja 2012 miał miejsce pożar dawnych zabudowań kolejowych nieopodal stacji. Po tych wydarzeniach poznański oddział Zakładu Gospodarowania Nieruchomościami PKP - w trybie przetargu - sprzedał budynek o powierzchni ponad 700 m² podmiotowi prywatnemu, a po jego gruntownej przebudowie jest on wykorzystywany na cele usługowo-handlowe. Od lat 90. XX wieku ruch pasażerski odbywa się tylko na jednej linii (nr 367) obsługiwanej przez Polregio, zaś pozostałe dwie linie obsługują wyłącznie ruch towarowy oraz specjalny (wojskowy). W 2019 r. Międzyrzecz odzyskał bezpośrednie połączenie z Poznaniem i Warszawą, dzięki uruchomieniu połączenia Szczecin Główny – Warszawa Wschodnia z wagonami bezpośrednimi do Gorzowa Wielkopolskiego.

## Wymiana pasażerska
| Rok  | Wymiana pasażerska na dobę |
| ---- | -------------------------- |
| 2017 | 200-299                    |
| 2022 | 300-499                    |

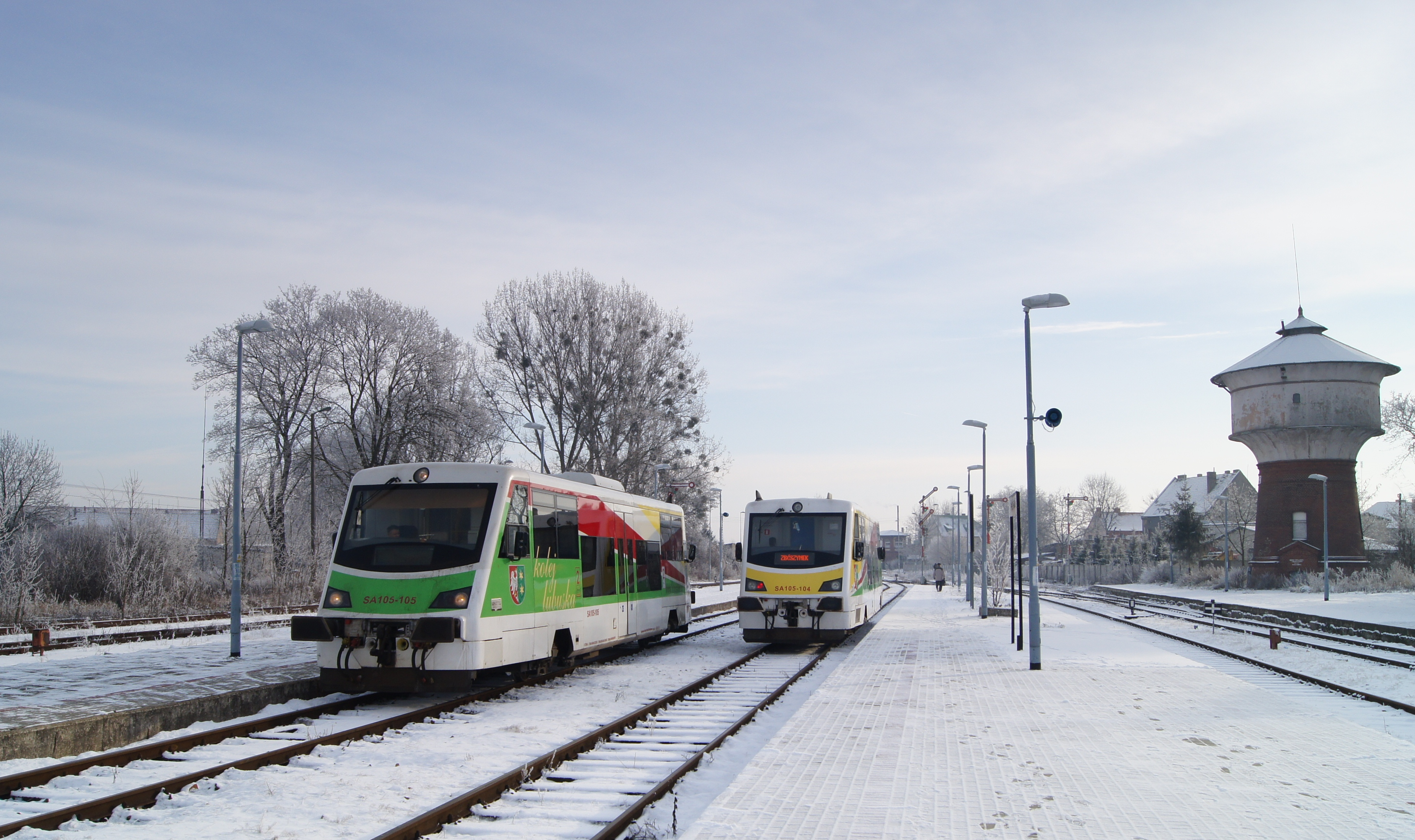
Szynobusy SA105-104 i SA105-105 na stacji
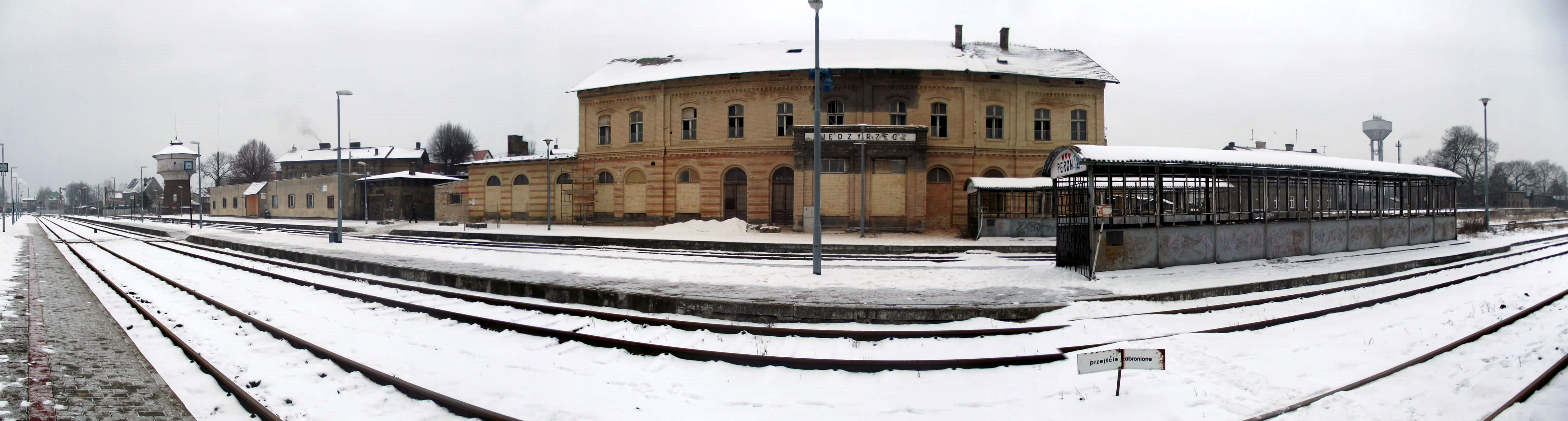
Panorama stacji